# زراعة جماعية

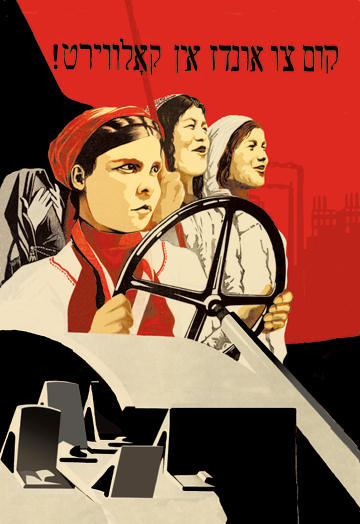

الزراعة الجماعية والزراعة المشتركة هي أنواع للإنتاج الزراعي التي يتم فيها تشغيل مقتنيات العديد من المزارعين كمشروع مشترك. يعد هذا النوع الجماعي في الأساس إنتاجًا زراعيًا تعاونيًا يشترك فيه الأعضاء المالكون في الأنشطة الزراعية معًا.
تعد الكولخوزي أمثلة مثالية للمزارع الجماعية، التي سيطرت على الزراعة السوفيتية بين الفترة من 1930 حتى 1991 ومزارع كيبوتس الإسرائيلية. وكلتاهما مزارع جماعية تعتمد على الملكية المشتركة للموارد وتجميع العمل والدخل وفقًا للمبادئ النظرية للمنظمات التعاونية. وهي مختلفة اختلافًا جذريًا في تطبيق المبادئ التعاونية لحرية الاختيار والحكم الديمقراطي.
كان إنشاء الكولخوزي في الاتحاد السوفيتي أثناء حملة المزارع الجماعية في جميع أنحاء العالم بين الفترة 1928-1933 مثالاً على الزراعة الجماعية الإجبارية، بينما أنشئت الكيبوتس في إسرائيل بطريقة تقليدية من خلال الزراعة الجماعية التطوعية وتُحكم على أنها كيانات ديمقراطية. أدى عنصر المزارع الجماعية الإجبارية أو التي ترعاها الدولة الذي كان موجودًا في العديد من الدول أثناء القرن العشرين إلى وجود انطباع بأن المزارع الجماعية تعمل تحت رعاية الدولة، ولكن لا يعد ذلك أمرًا عالميًا، كما هو موضح في المثال المقابل لمزارع الكيبتوس الإسرائيلية.

## المزارع الجماعية الشيوعية
أدخل الاتحاد السوفيتي الزراعة الجماعية في الجمهوريات التابعة له في الفترة من 1927 حتى 1933. واعتمدت دول البلطيق ومعظم دول وسط وشرق أوروبا (باستثناء بولندا) الزراعة الجماعية بعد الحرب العالمية الثانية، بانضمام أنظمة الشيوعية للسلطة. في آسيا (جمهورية الصين الشعبية وكوريا الشمالية وفيتنام)، قادت سياسات الحكومة الشيوعية أيضًا تبني الزراعة الجماعية. في جميع الدول الشيوعية، تضمن انتقال الزراعة الجماعية عنصرًا من عناصر الإكراه، وكانت تفتقد المزارع الجماعية في تلك الدول لمبدأ العضوية التطوعية، ويتم اعتبارها في أحسن الأحوال تعاونيات زائفة.